# احمدرضا نبی‌زاده
احمدرضا نبی‌زاده (زادهٔ ۲۳ فروردین ۱۳۳۱ در آبادان) خواننده، نوازنده گیتار و آهنگساز ایرانی است.

## زندگی
نبی‌زاده در آبادان متولد شد و در پانزده‌سالگی همراه خانواده‌اش به تهران رفت. پس از اخذ دیپلم ادبی، موسیقی را به صورت تجربی دنبال کرد.
او اولین بار در برنامه تلویزیونی فریدون فرخزاد با اجرای آهنگی شامل گیتار و فلوت به نام «امون از دل مو» (شامل دوبیتی‌های باباطاهر) به مخاطبان معرفی شد. وی هم‌اکنون ساکن لس‌آنجلس است.

## آثار

### آلبوم‌ها

#### اموناز دل مو - مشترک با شهره و شهرام صولتی (۱۳۵۶)
| نام ترانه         | خواننده         | ترانه‌سرا      | آهنگساز               | تنظیم       |
| ----------------- | --------------- | ------------- | --------------------- | ----------- |
| امون از دل مو     | احمدرضا نبی‌زاده | باباطاهر      | محلی                  | پرویز مقصدی |
| تعبیر             | شهره            | حسن بی‌غم      | پرویز مقصدی           |             |
| هیزم نیمه نیمه    | احمدرضا نبی‌زاده | مسعود هوشمند  | پرویز مقصدی           | پرویز مقصدی |
| اشک من            | شهره            | مسعود هوشمند  | پرویز مقصدی           | آندرانیک    |
| حامی              | شهره و شهرام    | حسن بی‌غم      | اقتباس از آهنگ یونانی | پرویز مقصدی |
| خیال (قصر طلا)    | شهرام صولتی     | آرش سزاوار    | آرش سزاوار            | آندرانیک    |
| رفته از دست       | احمدرضا نبی‌زاده | اردلان سرفراز | پرویز مقصدی           | پرویز مقصدی |
| وای که دلم (شبنم) | احمدرضا نبی‌زاده | اردلان سرفراز | پرویز مقصدی           | پرویز مقصدی |

#### سوته دلان (۱۳۵۷)
| نام ترانه       | ترانه‌سرا      | آهنگساز         | تنظیم و گیتار   |
| --------------- | ------------- | --------------- | --------------- |
| سوته دلان       | باباطاهر      | احمدرضا نبی‌زاده | آرمیک           |
| شب تار          | فرامرز اصلانی | احمدرضا نبی‌زاده | احمدرضا نبی‌زاده |
| گفتگوها         | فرامرز اصلانی | احمدرضا نبی‌زاده | آرمیک           |
| امون از دل مو   | باباطاهر      | محلی شیرازی     | احمدرضا نبی‌زاده |
| غریبه در شهر    | فرامرز اصلانی | فرامرز اصلانی   | آرمیک           |
| رباعیها (افسوس) |               | فرامرز اصلانی   | احمدرضا نبی‌زاده |
| روح عشق         | فرامرز اصلانی | احمدرضا نبی‌زاده | آرمیک           |
| هیزم نیمه نیمه  | مسعود هوشمند  | پرویز مقصدی     | پرویز مقصدی     |

#### مرجنگه (۱۳۶۸)
| نام ترانه     | ترانه‌سرا        | آهنگساز     | تنظیم                          |
| ------------- | --------------- | ----------- | ------------------------------ |
| امون از دل مو | باباطاهر        | محلی شیرازی | احمدرضا نبی‌زاده و استیو مک‌کرام |
| اسرین         | کوردی کرمانجی   | محلی        | احمدرضا نبی‌زاده و استیو مک‌کرام |
| تفنگ          | لری             | لری         | احمدرضا نبی‌زاده و استیو مک‌کرام |
| مرجنگه        | لری             | لری         | احمدرضا نبی‌زاده و استیو مک‌کرام |
| دایه دایه     | لری             | لری         | احمدرضا نبی‌زاده و استیو مک‌کرام |
| هیمه          | مسعود هوشمند    | پرویز مقصدی | احمدرضا نبی‌زاده و استیو مک‌کرام |
| هیمه          | احمدرضا نبی‌زاده | پرویز مقصدی | احمدرضا نبی‌زاده و استیو مک‌کرام |

#### یه روزی (۱۳۷۳)
| نام ترانه                                      | ترانه‌سرا        | آهنگساز         | تنظیم         |
| ---------------------------------------------- | --------------- | --------------- | ------------- |
| عزیزم                                          | سهیل نقی‌پور     | سیاوش قمیشی     | استیو مک‌کرام  |
| مهتابی                                         | هومن            | سیاوش قمیشی     | استیو مک‌کرام  |
| یه روزی                                        | هومن            | سیاوش قمیشی     | استیو مک‌کرام  |
| گل نفرست (یکی شدن)                             | هومن            | سیاوش قمیشی     | استیو مک‌کرام  |
| کولی                                           | هومن            | سیاوش قمیشی     | استیو مک‌کرام  |
| شب و جاده(بازخوانی آهنگ معبد شهید سیاوش فمیشی) | سیاوش قمیشی     | سیاوش قمیشی     | استیو مک‌کرام  |
| هیزم نیمه نیمه                                 | مسعود هوشمند    | پرویز مقصدی     | استیو مک‌کرام  |
| دودونه                                         | ابراهیم شکیبایی | پرویز مقصدی     | هروس میناسیان |
| امون از دل مو                                  | باباطاهر        | احمدرضا نبی‌زاده | استیو مک‌کرام  |
| پل                                             | ایرج جنتی عطایی | واروژان         | هروس میناسیان |

#### رقص مهتاب (۱۳۷۸)
| نام ترانه        | ترانه‌سرا         | آهنگساز               | تنظیم         |
| ---------------- | ---------------- | --------------------- | ------------- |
| رقص مهتاب        | هومن             | احمدرضا نبی‌زاده       | هروس میناسیان |
| گنجشک کوچولو     | علی پورتاش       | احمدرضا نبی‌زاده       | استیو مک‌کرام  |
| دخترم            | هومن             | احمدرضا نبی‌زاده       | هروس میناسیان |
| دی بلال          | محلی لری         | محلی لری              | تیگران ساکیان |
| دی بلال          | احمدرضا نبی‌زاده  | احمدرضا نبی‌زاده       | تیگران ساکیان |
| ای کاش           | افغانی           | افغانی                | تیگران ساکیان |
| جنوبی            | بیژن سعیدی       | احمدرضا نبی‌زاده       | پیتر دنوف     |
| سفر ستاره‌ها      | فرامرز اصلانی    | احمدرضا نبی‌زاده       | استیو مک‌کرام  |
| دی بلال (بی‌کلام) | دی بلال (بی‌کلام) | برگرفته از موسیقی لری | تیگران ساکیان |

#### پرواز در قفس (۱۳۸۲)
| نام ترانه    | ترانه‌سرا   | آهنگساز    | تنظیم |
| ------------ | ---------- | ---------- | ----- |
| خلوت ساکت    | بهمن بدیعی | بهمن بدیعی |       |
| پرواز در قفس |            |            |       |
| خدا چرا      | سعید دبیری |            |       |
| طلسم تنهایی  |            |            |       |
| ای خوبم      |            |            |       |
| فاصله        |            |            |       |
| دیدار        |            |            |       |
| خداحافظ      |            |            |       |

#### تب کویر (۱۳۸۳)
| نام ترانه  | ترانه‌سرا                 | آهنگساز         | تنظیم                          |
| ---------- | ------------------------ | --------------- | ------------------------------ |
| قهرم با تو | بزرگ امید                | بزرگ امید       | بزرگ امید                      |
| بارون عشق  | سینا بیات                | سینا بیات       |                                |
| صدات مونده | مسعود فردمنش و بزرگ امید | بزرگ امید       |                                |
| منو کشتی   | هما میرافشار             | بزرگ امید       |                                |
| تب کویر    | ناصر آذرنوش              | بزرگ امید       |                                |
| دوست دارم  | رضا عطایی                | حسین واثقی      | استیو مک‌کرام و احمدرضا نبی‌زاده |
| نوار پاره  | هما میرافشار             | احمدرضا نبی‌زاده | احمدرضا نبی‌زاده                |

شب دریا (1391)
| نام ترانه | ترانه سرا     | آهنگساز     | تنظیم          |
| --------- | ------------- | ----------- | -------------- |
| خطا کردی  |               |             |                |
| فرصت بده  | بهاره مکرم    | حامد محرابی | بهروز لظفی پور |
| شب دریا   | سعید محبی نیا | امین قاسمی  | امین قاسمی     |
| ناز نگاهت |               |             |                |
| اینجا شبه |               |             |                |
| دلتنگ     |               |             |                |
| مهتاب     |               |             |                |

#### ساعت پنج (۱۳۹۲)
| نام ترانه        | ترانه‌سرا    | آهنگساز     | تنظیم    |
| ---------------- | ----------- | ----------- | -------- |
| نازنینم          | ارشک بیگی   | آندرانیک    | آندرانیک |
| بغلم کن          | سهیل نقی‌پور | آندرانیک    | آندرانیک |
| هنوز             | حسین سماکار | آندرانیک    | آندرانیک |
| فرصت             | ارشک بیگی   | آندرانیک    | آندرانیک |
| ساعت پنج         | پویان مقدسی | آندرانیک    | آندرانیک |
| آسمون پاییز      | ارشک بیگی   | آندرانیک    | آندرانیک |
| آی عاشقا         | ارشک بیگی   | آندرانیک    | آندرانیک |
| گل نفرست (قدیمی) | هومن        | سیاوش قمیشی | آرتور    |

#### فصل پنجم (۱۳۹۷)
| نام ترانه  | ترانه‌سرا       | آهنگساز      | تنظیم         |
| ---------- | -------------- | ------------ | ------------- |
| غرور بی‌جا  | نیما جعفری     | نیما جعفری   | مهدی سفیدگر   |
| وای که دلم | اردلان سرفراز  | پرویز مقصدی  | فرید صدیقی    |
| بارون      | ملودی متولیان  | حامد محرابی  | فرید فراز     |
| تعجب می‌کنم | بهاره مکرم     | حامد محرابی  | معراج میرزایی |
| اینجا شبه  | فرید نمیرانیان | فرید صدیقی   | فرید صدیقی    |
| فراموشی    | شهریار شاطری   | شهریار شاطری | شهریار رضویان |
| درک کن     | صنم نافع       | حامد مهرابی  | حامد مهرابی   |
| فصل پنجم   | سهیل نقی‌پور    | گروه حافظ    | مهدی آزادسرشت |

چند ماه پیش از انتشار این آلبوم، آهنگ‌های آن به سرقت رفتند و به صورت تک‌آهنگ منتشر شدند. نام بسیاری از سازندگان این آهنگ‌ها توسط سایت‌ها به اشتباه به نام‌های دیگر زده شده‌اند.

### تک‌آهنگ‌ها
| نام ترانه | ترانه‌سرا     | آهنگساز      | تنظیم         |
| --------- | ------------ | ------------ | ------------- |
| شب دریا   | سعید محبی‌نیا | امین قاسمی   | امین قاسمی    |
| عشق       | حامد محرابی  | حامد محرابی  | بهروز لطفی‌پور |
| فراموشی   | شهریار شاطری | شهریار شاطری | شهریار رضویان |